# Ràdio Grup
Ràdio Grup fou una emissora de ràdio de l'entitat cultural i esportiva Grup Excursionista i Esportiu Gironí (GEiEG), amb seu a Girona.

## Història
El 12 de novembre de l'any 1983, Ràdio Grup, emissora de ràdio del GEiEG, començà a emetre en període de proves i quedà públicament inaugurada el 28 de novembre del mateix any. Aquest projecte es presentà amb la intenció d'impulsar una emissora amb continguts de qualitat i que s'apropés a la realitat local de les comarques gironines, amb una programació musical, informativa, comercial i de divulgació de les diverses activitats de l'entitat, entre d'altres. Els estudis es van instal·lar en dos entresols del carrer de la Creu, i el centre emissor estigué a Palau, en uns terrenys propietat del GEiEG. Els inicis no resultaren fàcils, atès que el pressupost era més aviat baix i els mitjans disponibles eren els mínims. Per aquest motiu, la cadena s'incorporà a la Cadena 13, un conglomerat d'emissores d'arreu de Catalunya.
Ràdio Grup aconseguí en pocs anys consolidar-se com una de les emissores referents a les comarques gironines, gràcies a tot el grup de professionals que cada dia treballà per oferir els continguts més propers i actuals. Alguns dels noms lligats als inicis de l'emissora van ser els d'Eugeni Fernández, cap d'emissions, els tècnics de control Joan Girona i Carles Nogales o els locutors Lluís Freixes, Àngel Ayats, Anna Cedacers, Àngel Rodríguez, Rosa Maria Mestres, Elena Sánchez, o Eduard Cid, qui entrà a l'emissora per ocupar-se dels espais informatius.
Cap a la meitat de la dècada dels noranta, un conjunt de qüestions de caràcter econòmic en el seu pressupost van portar al GEiEG a prescindir de Ràdio Grup. El 10 d'octubre de 1995, es signà l'acord de venta dels drets d'explotació de l'emissora de l'entitat gironina a Onda Rambla, emissora fundada per Luis del Olmo.